# Santiago Nagüel
Carlos Santiago Nagüel (Buenos Aires, Argentina; 28 de enero de 1993) es un futbolista argentino. Juega como mediocampista ofensivo y su primer equipo fue Argentinos Juniors. Actualmente milita en Monastir de la Eccellenza de Italia.

## Trayectoria

### Argentinos Juniors
Surgió de las divisiones inferiores de Argentinos Juniors. Debutó en el Bicho el 26 de octubre de 2011 contra Atlético Rafaela en una derrota por 3-1. Su primer gol en primera fue el 11 de diciembre de 2011 contra Olimpo de Bahía Blanca. En Argentinos jugó un total de 63 partidos (1 por la Copa Sudamericana), 43 de ellos como titular, y anotó 2 goles.

### Racing
El 10 de febrero de 2015 firma con Racing a cambio de U$S 700.000. Su primer partido fue ante Olimpo de Bahía Blanca, con un resultado final de 0 a 0. Su segundo partido fue ante Colón de Santa Fe, en donde asistió a Carlos Nuñez en el tercer gol de Racing en la victoria 4 a 1. Jugó 13 partidos (10 por el campeonato, 2 por Copa Argentina y 1 por Copa Sudamericana), sin goles.

### Unión de Santa Fe
El 15 de enero de 2016, Nagüel firmó un préstamo por 18 meses con Unión de Santa Fe. Allí sólo jugó cuatro partidos, mostrando rendimientos bajísimos, por lo que el técnico Leonardo Madelón decidió no tenerlo en cuenta y el jugador arregló la rescisión del vínculo en junio de ese año.

### Defensa y Justicia
A mediados de 2016 fue nuevamente cedido a préstamo, esta vez a Defensa y Justicia.

## Clubes
| Club                  | País      | Año       |
| --------------------- | --------- | --------- |
| Argentinos Juniors    | Argentina | 2011-2014 |
| Racing                | Argentina | 2015      |
| Unión de Santa Fe     | Argentina | 2016      |
| Defensa y Justicia    | Argentina | 2016-2017 |
| Brown de Adrogué      | Argentina | 2017-2018 |
| Racing                | Argentina | 2018      |
| Atenas                | Uruguay   | 2019      |
| Deportivo Maldonado   | Uruguay   | 2020      |
| Deportivo Morón       | Argentina | 2021      |
| San Telmo             | Argentina | 2022      |
| Bonorva               | Italia    | 2023      |
| Costa Orientale Sarda | Italia    | 2023-2024 |
| Monastir              | Italia    | 2024-Act. |

### Estadísticas
- Actualizado al 5 de mayo de 2024

| Club                           | Div.                | Temporada           | Liga | Liga | Copa Nacional | Copa Nacional | Copa Internacional | Copa Internacional | Total | Total |
| Club                           | Div.                | Temporada           | PJ   | G    | PJ            | G             | PJ                 | G                  | PJ    | G     |
| ------------------------------ | ------------------- | ------------------- | ---- | ---- | ------------- | ------------- | ------------------ | ------------------ | ----- | ----- |
| Argentinos Juniors Argentina   |                     |                     |      |      |               |               |                    |                    |       |       |
| 1.ª                            | 2011/12             | 12                  | 2    | 2    | 0             | -             | -                  | 14                 | 2     |       |
| 1.ª                            | 2012/13             | 27                  | 0    | 0    | 0             | 1             | 0                  | 28                 | 0     |       |
| 1.ª                            | 2013/14             | 23                  | 0    | 3    | 0             | -             | -                  | 26                 | 0     |       |
| 2.ª                            | 2014                | 7                   | 0    | -    | -             | -             | -                  | 7                  | 0     |       |
| Total                          | Total               | 69                  | 2    | 5    | 0             | 1             | 0                  | 75                 | 2     |       |
| Racing Argentina               |                     |                     |      |      |               |               |                    |                    |       |       |
| 1.ª                            | 2015                | 10                  | 0    | 2    | 0             | 1             | 0                  | 13                 | 0     |       |
| 1.ª                            | 2018/19             | 0                   | 0    | 0    | 0             | -             | -                  | 0                  | 0     |       |
| Total                          | Total               | 10                  | 0    | 2    | 0             | 1             | 0                  | 13                 | 0     |       |
| Unión Argentina                |                     |                     |      |      |               |               |                    |                    |       |       |
| 1.ª                            | 2016                | 3                   | 0    | 1    | 0             | -             | -                  | 4                  | 0     |       |
| Total                          | Total               | 3                   | 0    | 1    | 0             | -             | -                  | 4                  | 0     |       |
| Defensa y Justicia Argentina   |                     |                     |      |      |               |               |                    |                    |       |       |
| 1.ª                            | 2016/17             | 1                   | 0    | 0    | 0             | -             | -                  | 1                  | 0     |       |
| Total                          | Total               | 1                   | 0    | 0    | 0             | -             | -                  | 1                  | 0     |       |
| Brown (A) Argentina            |                     |                     |      |      |               |               |                    |                    |       |       |
| 2.ª                            | 2017/18             | 17                  | 1    | -    | -             | -             | -                  | 17                 | 1     |       |
| Total                          | Total               | 17                  | 1    | -    | -             | -             | -                  | 17                 | 1     |       |
| Atenas · Uruguay               |                     |                     |      |      |               |               |                    |                    |       |       |
| 2.ª                            | 2019                | 21                  | 9    | -    | -             | -             | -                  | 21                 | 9     |       |
| Total                          | Total               | 21                  | 9    | -    | -             | -             | -                  | 21                 | 9     |       |
| Deportivo Maldonado · Uruguay  |                     |                     |      |      |               |               |                    |                    |       |       |
| 1.ª                            | 2020                | 5                   | 0    | -    | -             | -             | -                  | 5                  | 0     |       |
| Total                          | Total               | 5                   | 0    | -    | -             | -             | -                  | 5                  | 0     |       |
| Deportivo Morón Argentina      |                     |                     |      |      |               |               |                    |                    |       |       |
| 2.ª                            | 2021                | 11                  | 0    | -    | -             | -             | -                  | 11                 | 0     |       |
| Total                          | Total               | 11                  | 0    | -    | -             | -             | -                  | 11                 | 0     |       |
| San Telmo Argentina            |                     |                     |      |      |               |               |                    |                    |       |       |
| 2.ª                            | 2022                | 31                  | 1    | -    | -             | -             | -                  | 31                 | 1     |       |
| Total                          | Total               | 31                  | 1    | -    | -             | -             | -                  | 31                 | 1     |       |
| Bonorva · Italia               |                     |                     |      |      |               |               |                    |                    |       |       |
| 6.ª                            | 2022/23             | ?                   | ?    | -    | -             | -             | -                  | ?                  | ?     |       |
| Total                          | Total               | ?                   | ?    | -    | -             | -             | -                  | ?                  | ?     |       |
| Costa Orientale Sarda · Italia |                     |                     |      |      |               |               |                    |                    |       |       |
| 4.ª                            | 2023/24             | 28                  | 0    | -    | -             | -             | -                  | 28                 | 0     |       |
| Total                          | Total               | 28                  | 0    | -    | -             | -             | -                  | 28                 | 0     |       |
| Monastir · Italia              |                     |                     |      |      |               |               |                    |                    |       |       |
| 5.ª                            | 2024/25             | 0                   | 0    | -    | -             | -             | -                  | 0                  | 0     |       |
| Total                          | Total               | 0                   | 0    | -    | -             | -             | -                  | 0                  | 0     |       |
| Total en su carrera            | Total en su carrera | Total en su carrera | 196  | 13   | 8             | 0             | 2                  | 0                  | 206   | 13    |

## Palmarés
| Título                     | Club               | País      | Año  |
| -------------------------- | ------------------ | --------- | ---- |
| Ascenso a Primera División | Argentinos Juniors | Argentina | 2014 |